# Облазницька сільська рада
| Облазницька сільська рада — орган місцевого самоврядування у Жидачівському районі Львівської області. Адміністративний центр — село Облазниця. Історична дата утворення: в 1939 році. Сільській раді підпорядковані населені пункти: - с. Облазниця - с. Воля-Облазницька - с. Дунаєць - с. Жирівське - с. Корнелівка - с. Махлинець - с. Нове Село |

## Склад ради
Рада складається з 16 депутатів та голови.

### Керівний склад ради
| ПІБ                                | Основні відомості                                                               | Дата обрання | Дата звільнення |
| ---------------------------------- | ------------------------------------------------------------------------------- | ------------ | --------------- |
| Стрийський Станіслав Володимирович | Сільський голова, 1951 року народження, освіта, безпартійний                    | 26.03.2006   | 31.10.2010      |
| Стрийський Станіслав Володимирович | Сільський голова, 1951 року народження, освіта середня спеціальна, безпартійний | 31.10.2010   |                 |

Примітка: таблиця складена за даними джерела

### Депутати
| Облазницька сільська рада                               | Облазницька сільська рада                               | Облазницька сільська рада                               | Облазницька сільська рада                               | Облазницька сільська рада |
| № зп                                                    | № округу                                                | Прізвище, ім'я, по батькові                             | Дата визнання обраним                                   | Відомості про обраного депутата |
| Політична партія Всеукраїнське об'єднання «Батьківщина» | Політична партія Всеукраїнське об'єднання «Батьківщина» | Політична партія Всеукраїнське об'єднання «Батьківщина» | Політична партія Всеукраїнське об'єднання «Батьківщина» | Політична партія Всеукраїнське об'єднання «Батьківщина»                                                                                         |
| ------------------------------------------------------- | ------------------------------------------------------- | ------------------------------------------------------- | ------------------------------------------------------- | --- |
| 1                                                       | 1                                                       | Юхман Марія Василівна                                   | 1 листопада 2010 р.                                     | Освіта середня спеціальна, позапартійна, Жидачівська районна рада УТМР, головний бухгалтер                                                      |
| 2                                                       | 7                                                       | Бендас Ганна Степанівна                                 | 1 листопада 2010 р.                                     | Освіта вища, член Всеукраїнського об'єднання «Батьківщина», Журавнівська міська лікарня, лікар стоматолог-терапевт                              |
| 3                                                       | 8                                                       | Ольшанецька Ольга Василівна                             | 1 листопада 2010 р.                                     | Освіта середня спеціальна, член Всеукраїнського об'єднання «Батьківщина», Облазницька сільська рада, головний бухгалтер                         |
| 4                                                       | 13                                                      | Цан Ярослав Афанасович                                  | 1 листопада 2010 р.                                     | Освіта середня спеціальна, позапартійний, тимчасово не працює                                                                                   |
| 5                                                       | 16                                                      | Самборська Марія Ярославівна                            | 1 листопада 2010 р.                                     | Освіта середня спеціальна, член Всеукраїнського об'єднання «Батьківщина», Облазницька сільська рада, спеціаліст II категорії з земельних питань |
| Самовисування                                           |                                                         |                                                         |                                                         | |
| 1                                                       | 2                                                       | Фрей Іван Павлович                                      | 1 листопада 2010 р.                                     | Освіта середня спеціальна, позапартійний, пенсіонер                                                                                             |
| 2                                                       | 3                                                       | Яськів Василь Степанович                                | 1 листопада 2010 р.                                     | Освіта середня спеціальна, член Всеукраїнського об'єднання «Батьківщина», тимчасово не працює                                                   |
| 3                                                       | 4                                                       | Яськів Ольга Володимирівна                              | 1 листопада 2010 р.                                     | Освіта вища, член Всеукраїнського об'єднання «Батьківщина», Облазницька сільська рада, секретар                                                 |
| 4                                                       | 5                                                       | Міщак Галина Іванівна                                   | 1 листопада 2010 р.                                     | Освіта середня, позапартійна, тимчасово не працює                                                                                               |
| 5                                                       | 6                                                       | Цімейко Зоряна Йосипівна                                | 1 листопада 2010 р.                                     | Освіта середня, позапартійна, тимчасово не працює                                                                                               |
| 6                                                       | 9                                                       | Дрозд Петро Петрович                                    | 1 листопада 2010 р.                                     | Освіта вища, позапартійний, Стрийська ЦРЛ, фельдшер швидкої медичної допомоги                                                                   |
| 7                                                       | 10                                                      | Дякович Леся Михайлівна                                 | 1 листопада 2010 р.                                     | Освіта вища, позапартійна, тимчасово не працює                                                                                                  |
| 8                                                       | 11                                                      | Мотрук Ірина Миколаївна                                 | 1 листопада 2010 р.                                     | Освіта вища, позапартійна, Новосільська загальноосвітня школа І-ІІ ст., вчитель                                                                 |
| 9                                                       | 12                                                      | Лесюк Микола Степанович                                 | 1 листопада 2010 р.                                     | Освіта середня спеціальна, позапартійний, тимчасово не працює                                                                                   |
| 10                                                      | 14                                                      | Семен Іван Степанович                                   | 1 листопада 2010 р.                                     | Освіта вища, позапартійний, Стрийське ВБР, механік-моторист                                                                                     |
| 11                                                      | 15                                                      | Мартинюк Лідія Іванівна                                 | 1 листопада 2010 р.                                     | Освіта середня спеціальна, позапартійна, бібліотека с. Жирівське, завідувач                                                                     |